# Karabo Dhlamini
Karabo Angel Dhlamini (* 18. September 2001 in Johannesburg) ist eine südafrikanische Fußballspielerin.

## Karriere

### Klub
Nachdem sie in ihrer Heimat bei den Mamelodi Sundowns aktiv gewesen war, wechselte sie im Sommer 2020 in die USA, um dort für die College-Mannschaft Oakland Golden Grizzlies zu spielen.

### Nationalmannschaft
Mit der U17 nahm sie an der Weltmeisterschaft 2018 teil und kam hier zu zwei Einsätzen. Danach kam sie ab 2019 auch für die A-Nationalmannschaft in ein paar Freundschaftsspielen zum Einsatz. Ebenso stand sie auch im Kader der Mannschaft bei der Weltmeisterschaft 2019, wurde hier jedoch nicht eingesetzt. Ihr erstes großes Turnier mit Einsatzzeit war dann der Afrika-Cup 2022, wo sie in fast jeder Partie eingesetzt wurde. Am Ende erreichte sie mit ihrer Mannschaft das Finale und obsiegte hier über die Mannschaft von Marokko, womit die Mannschaft erstmals in ihrer Geschichte Afrikameister wurde. Damit qualifizierte sich die Mannschaft dann auch für die Weltmeisterschaft 2023.